# Bildstock (Münnerstadt, Seminarstraße 5)

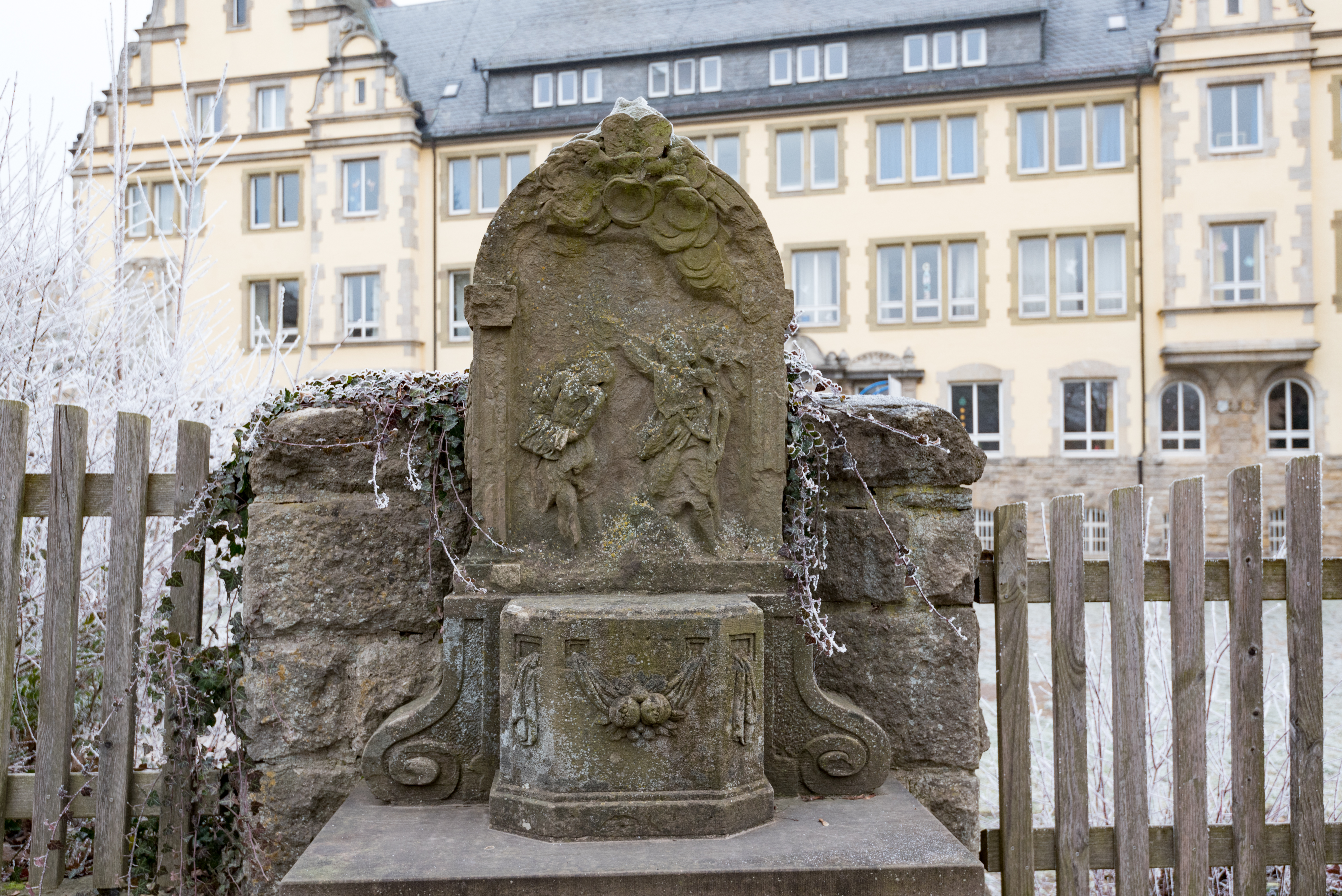
Bildstock in Münnerstadt, Seminarstraße 5.

Der Bildstock Seminarstraße 5 befindet sich in Münnerstadt, einer Stadt im unterfränkischen Landkreis Bad Kissingen, in der Seminarstraße 5. Es gehört zu den Münnerstädter Baudenkmälern und ist unter der Nummer D-6-72-135-69 in der Bayerischen Denkmalliste registriert.

## Beschreibung
Der Bildstock besteht aus Sandstein und entstand Anfang des 19. Jahrhunderts.
Ein 67 cm hoher gemauerter Block aus Muschelkalk-Bruchsteinen ist mit einer 10 cm breiten Sandsteinplatte abgedeckt. Darauf befindet sich ein 38 cm hoher Sockel mit seitlich ausladenden Voluten, auf dem bei Prozessionen die Monstranz aufgestellt wurde. Das Bogenfeld der altarartigen, 96 cm hohen Rückwand beherbergt ein verwittertes Relief, das die Taufe Jesu durch Johannes den Täufer zeigt.
Johannes gießt das Wasser des Jordan über Christi Haupt. In seiner Linken trägt er den von einer Banderole umwehten Kreuzstab. Auf der Banderole sind die Worte  “ECCE AGNUS” (deutsch: „Seht das Lamm“) zu lesen. In einem Strahlenkranz schwebt aus dem Gewölk mit Putti der Heilige Geist in Gestalt einer Taube hernieder.
Am Aufbau ist der Name „Schöpfner“ zu lesen und die Jahreszahl „1817“ zu vermuten. Eine reiche Zier aus Girlanden und Fruchtdekoren und das ineinandergreifende Kreisornament lassen eine Entstehung des Bildstocks um diese Zeit vermuten.
Über die große Sandsteinplatte schrieb Pater Eckstein im Jahr 1931 im Artikel Die Marktkapelle zu Münnerstadt in der Münnerstädter Volkszeitung:

„Der steinerne Unterbau dieser beiden Altäre (Seitenaltäre in der Marktkapelle) wurde ebenfalls abgebrochen; die eine Altarplatte wurde zu einem Bildstock an der langen Wand verwendet; dieser Bildstock diente früher an Fronleichnam als Altar und dürfte jetzt rechterhand vor dem Eingang zum Studienseminar stehen; die Altarplatte ist noch zu erkennen.“